# نخلبند
تُعتبر حرفة النخلبندي (بالفارسية: نخلبندی) من الحرف الفارسية التقليدية التي تختص بصناعة الأشجار والزهور الاصطناعية، حيث يعود تاريخها إلى قرون طويلة. اشتهر الحرفيون المختصون بهذا الفن والذين يُطلق عليهم اسم "النخلبند" بصناعة أشجار مصغرة وزهور صناعية وفواكه مزخرفة وحدائق صغيرة. ويُشتق مصطلح "نخلبند" من جذر عربي (نخل) ولاحقة فارسية (بند)، مما يعطيه معنى "صانع الزهور الاصطناعية" أو "صانع الأكاليل". اعتمد هؤلاء الحرفيون في عملهم على مواد بسيطة مثل الورق، والمعجون والشمع، والألوان، مع تركيز خاص على المنتجات المصنوعة من الشمع الملون التي كانت تُعتبر الأكثر فخامةً وجمالاً نظراً لدقتها الفائقة وجاذبيتها البصرية.